# 劉暠 (南朝)
廬陵元王劉暠（5世紀—477年10月21日），字淵華，彭城郡彭城縣人，南朝宋臨澧忠侯劉襲第三子，廬陵昭王劉紹繼子。

## 生平
南朝宋元徽二年（474年），出繼廬陵昭王劉紹為子的廬陵王劉德嗣與生父桂陽王劉休範一同被誅殺。元徽三年（475年），劉暠出繼劉紹，襲封廬陵郡王，食邑三千戶。劉暠官至給事中。
昇明元年九月己酉（477年10月21日），劉暠去世，謚元王。無子，封國被削除。